# Psalidoprocne
Psalidoprocne es un género de aves paseriformes perteneciente a la familia Hirundinidae. Sus miembros se encuentran ampliamente distribuidos por el África subsahariana.

## Especies
Contiene las siguientes especies:
- Psalidoprocne nitens (Cassin, 1857) — golondrina colicuadrada;
- Psalidoprocne fuliginosa Shelley, 1887 — golondrina camerunesa;
- Psalidoprocne albiceps PL Sclater, 1864 — golondrina cabeciblanca;
- Psalidoprocne pristoptera (Ruppell, 1840) — golondrina negra;
- Psalidoprocne obscura (Hartlaub, 1855) — golondrina fanti.